# Stazione di Lomello
La stazione di Lomello è una stazione ferroviaria posta sulla linea Pavia-Alessandria. Serve il centro abitato di Lomello.

## Storia
La stazione era in origine dotata di binario di corsa, binario di raddoppio, binario tronco a servizio dei due piani caricatori e arganelli per la manovra a mano dei due passaggi a livello di stazione, oggi automatizzati.
Lomello è, insieme a Sannazzaro, uno dei due soli impianti della tratta Pavia-Torreberetti che godono ancora del rango di stazione e non sono stati declassati a fermata a seguito dell'intero rinnovamento della linea, avvenuto nel 1992, anno in cui la stazione visto l'attivazione di un A.C.E.I. con il mantenimento del solo secondo binario di incrocio.

## Movimento
La stazione è servita da treni regionali svolti da Trenord nell'ambito del contratto di servizio stipulato con la Regione Lombardia.

## Interscambi
Nelle immediate adiacenze sorgeva, fra il 1884 e il 1933, un analogo impianto a servizio della tranvia Mortara-Ottobiano-Pieve del Cairo.